# براتسكويي (سيسينيجا)
براتسكويي (بالروسية: Братское) هي مدينة في جمهورية الشيشان في روسيا. ويبلغ عدد سكانها حوالي 5442 نسمة.